# Café Luitpold

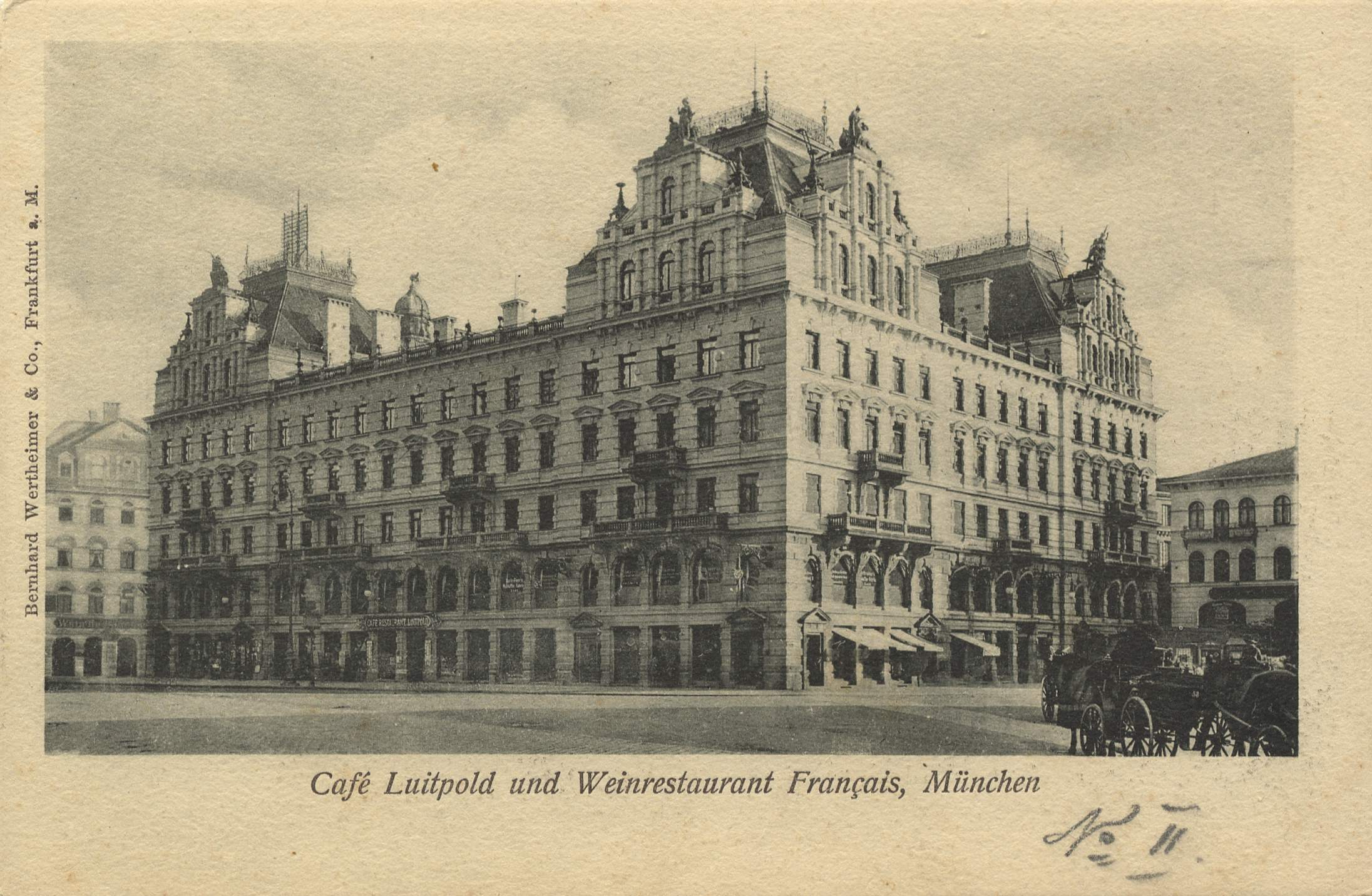
Café Luitpold und Weinrestaurant Francais in München um 1900

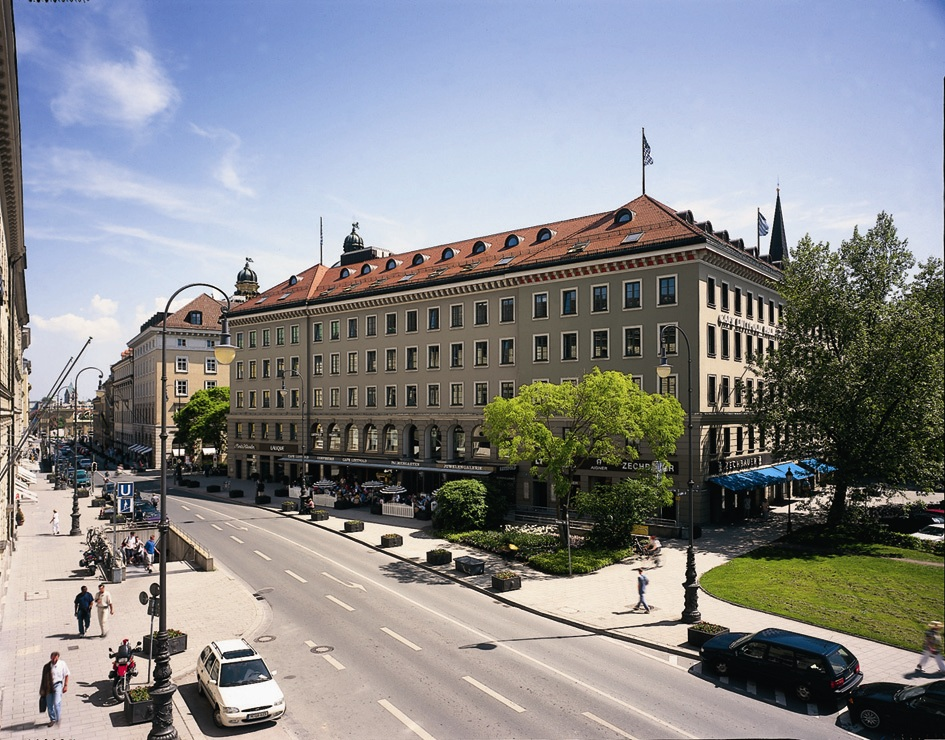
Der Luitpoldblock heute

Das Café Luitpold war ein 1888 eröffnetes klassisches Kaffeehaus der Gründerzeit in München. Nach weitgehender Zerstörung zu Ende des Zweiten Weltkrieges wurde es 1948 in vereinfachter Form als Palmengarten wieder eröffnet.

## Geschichte
Im Zusammenhang mit dem Umbau von sieben Häusern zwischen Brienner Straße und Salvatorplatz entstand 1886–1888 ein großer Innenhof, der von Architekt Otto Lasne zur Errichtung eines prunkvollen Cafés genutzt wurde. Als Vorbild dienten die Kaffeepaläste der Donaumonarchie. Der Grundriss des Cafés wurde von jenem der zusammengelegten Höfe bestimmt und bildete ein Längsrechteck mit Querriegeln. Die quadratische große Kuppelhalle und der Spiegelsaal wurden durch einen mit Säulen bestückten Mittelgang verknüpft. Edle Materialien wie Bronze und schwarzer Marmor sowie reicher Schmuck durch Wandmalereien unterstrichen den luxuriösen Charakter des Etablissements, das sich mit dem Wiener Café Central und dem Budapester Café New York messen konnte. 
Im Café Luitpold soll 1911 von Wassily Kandinsky und Paul Klee die Künstlergruppe Der blaue Reiter gegründet worden sein. 1944 wurde das Gebäude zu 80 % zerstört. In den 1960er Jahren war Loriot ständiger Gast.
Ein kleines Museum im 1. Stock über dem Café zeigt Bilder und Dokumente zur Geschichte des Hauses.